# Mieszkaniec zegara z kurantem
Mieszkaniec zegara z kurantem – telewizyjny serial animowany dla dzieci, powstały w 1967 r. w Studiu Miniatur Filmowych w Warszawie. Autorami scenariusza byli Andrzej Lach i Maria Achmatowicz.

## Tytuły odcinków
- Cudowna skrzynka
- Koncertmistrz
- Niesforny kotek
- Rabusie
- Sobowtór
- Urodzinowy wieczór
- Wielka przygoda